# Mazda MX-3
Mazda MX-3 — чотиримісний автомобіль в кузові купе, виготовлений компанією Mazda, вперше представлений на Женевському автосалоні в березні 1991 року. Хвилеподібний профіль, гострий задній спойлер і злегка зализаний хижий передок виглядають елегантно і сучасно. Автомобіль відрізняється динамічною зовнішністю, має хорошу антикорозійну стійкість кузова.
MX-3 також продавався як Mazda MX-3 Precidia в Канаді; Eunos Presso, Autozam AZ-3 та Mazda AZ-3 в Японії; в Австралії він продавався як Eunos 30X до кінця 1996 року, після чого став Mazda-Eunos 30X.

## Опис

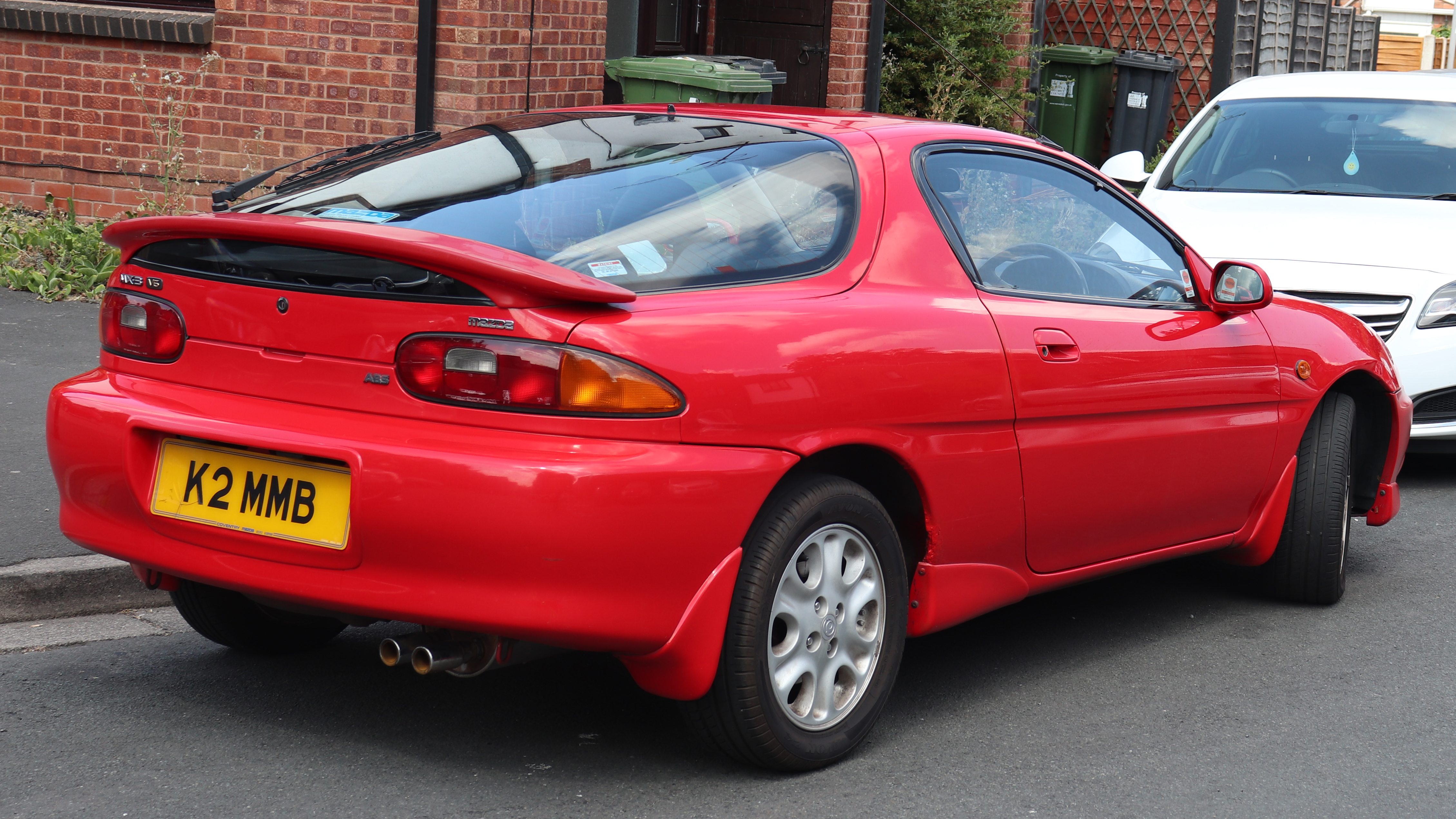
Mazda MX-3

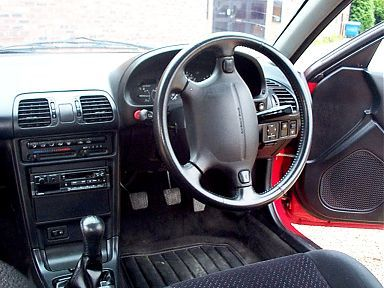
Mazda MX-3

Дебют MX-3 відбувся в Женеві в 1991 році. До 1994 року інтер'єр автомобіля був у точності як у Mazda 323. На водійському місці з абсолютним комфортом може розміститися людина будь-якої комплекції, а ось ззаду навіть двом тісно.
Силові агрегати, що встановлюються на MX-3, наділяють автомобіль гідної динамікою і відрізняються надійністю. Гамма двигунів складається з 4-циліндрового робочий об'єм 1,6 літра потужність 107 к.с. з автоматичною трансмісією і V-подібглшл, 24-клапанного, 6-циліндрового двигуна, робочим об'ємом 1,8 літра, потужністю 129 к.с., який забезпечує хорошу динаміку. Саме завдяки цьому, автомобіль й отримав титул «Кишеньковий ракети».
У міру жорстка, але досить комфортна підвіска, а також "двісті п'ята» гума чудово утримують автомобіль при найвищих швидкостях на будь-яких покриттях. Шасі має високу чутливість і забезпечує комфортну їзду.
У січні 1999 виробництво Mazda MX-3 було зупинено.
Назва моделі на японському ринку — Eunos Presso.
Завдяки MX-3 фірма міцно зайняла провідне місце в світі серед виробників спортивних купе, орієнтуючись на споживачів, які хочуть знайти в автомобілі щось незвичайне, особливе, оригінальне.

## Двигуни
| Модель | Об'єм (см³) | Код двигуна | Циліндри | ГРМ  | Потужність кВт (к.с.) при об/хв | Крутний момент Нм при об/хв | Ступінь стиску | Витрати пального л/ 100 км | Роки виробництва | Примітки          |
| ------ | ----------- | ----------- | -------- | ---- | ------------------------------- | --------------------------- | -------------- | -------------------------- | ---------------- | ----------------- |
| 1,5    | 1498        | B5-ZE       | 4        | DOHC | 88 (120) / 6500                 | 132/5500                    |                |                            | 1993–1998        | Тільки для Японії |
| 1,6    | 1598        | B6-ME       | 4        | SOHC | 65 (88) / 5300                  | 132/4000                    | 9,0:1          | 7,5 – 9,0                  | 1992–1994        |                   |
| 1,6    | 1598        | B6-D        | 4        | DOHC | 79 (107) / 6200                 | 134/3600                    | 9,0:1          | 7,8                        | 1994–1998        |                   |
| 1,8    | 1845        | K8          | V6       | DOHC | 98 (133) / 6800                 | 157/5300                    | 9,20:1         | 10,7                       | 1991–1994        |                   |
| 1,8    | 1845        | K8          | V6       | DOHC | 95 (129) / 6000                 | 157/5000                    | 9,20:1         | 8,9                        | 1994–1998        |                   |

## Безпека
У 1993 році Mazda MX-3 пройшла випробування Національною Адміністрацією Безпеки Дорожнього Руху США (NHTSA):
| Фронтальний удар водія | Фронтальний удар пасажира | Боковий бар'єр водія | Боковий бар'єр пасажира | Переворот |
| ---------------------- | ------------------------- | -------------------- | ----------------------- | --------- |
| 3 з 5                  | 3 з 5                     | 8 з 8                | 8 з 8                   | 8 з 8     |